# Un divan à Tunis
Un divan à Tunis is een Frans-Tunesische film onder regie van Manele Labidi die werd uitgebracht in 2019.

## Verhaal
Na een deel van haar leven in Frankrijk te hebben doorgebracht, keert Selma, een jonge psychoanalytica, terug naar Tunesië, haar land van herkomst. Ze opent haar praktijk in Tunis. Terwijl Selma haar weg begint te vinden, wordt ze, wanneer ze hoort dat ze een essentiële vergunning mist om haar beroep uit te oefenen, geconfronteerd met de bureaucratie in Tunesië. Politierechercheur Naim houdt haar in de gaten bij iedere stap die ze zet. 

## Rolverdeling
- Golshifteh Farahani als Selma
- Majd Mastoura als Naim, rechercheur bij de politie
- Ramla Ayari als Amel, tante van Selma
- Hichem Yacoubi als Raouf